# Александер, Лесли
Лесли «Лес» Александер (англ. Leslie "Les" Alexander) — американский юрист, предприниматель и финансист. Владелец баскетбольной команды «Хьюстон Рокетс» из Национальной баскетбольной ассоциации с 1993 по 2017 год. В начале своей карьеры работал на Уолл Стрит, а в 1980 году основал собственную инвестиционную компанию Alexander Group. Также является собственником 20 % компании First Marblehead, занимающейся кредитованием студентов.

## Карьера в бизнесе
Александер купил «Хьюстон Рокетс» в июле 1993 года за 85 миллионов долларов. В 2003 году совместно с мэрией Хьюстона построил новую домашнюю арену для своей команды — «Тойота-центр». В 2008 году журнал «Форбс» назвал его лучшим владельцем команды в НБА. В 2017 году продал команду за рекордные для мирового спорта 2,2 миллиарда долларов.
Он также владеет виноградниками на Лонг-Айленде и компанией Leslie Wine, основанной в 2008 году.
В 1998 году Александер попытался купить и перевезти в Техас команду Национальной хоккейной лиги «Эдмонтон Ойлерз». С 1997 по 2007 год был владельцем команды «Хьюстон Кометс» из Женской национальной баскетбольной ассоциации. С ним команда 4 раза выиграла чемпионский титул с 1997 по 2000 год. В январе 2007 года он продал команду Хилтону Кочу, а через год команда обанкротилась.
В 2003 году развелся со своей женой Нэнси, заплатив отступные в размере 150 млн $.
По состоянию на январь 2019 года состояние Александра оценивается в 2,1 млрд долларов.